# Via Biberatica

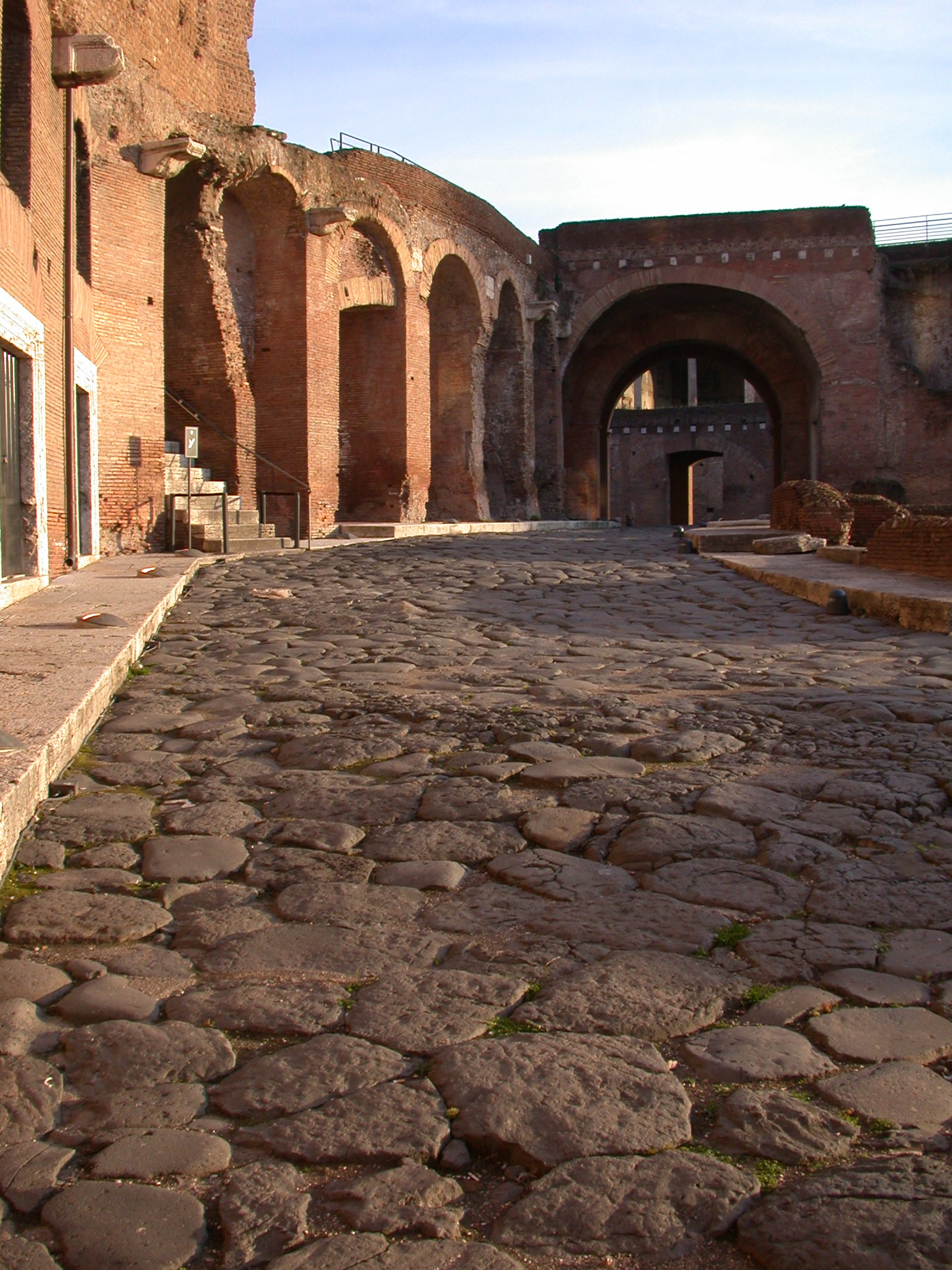
Il tratto centrale della via Biberatica

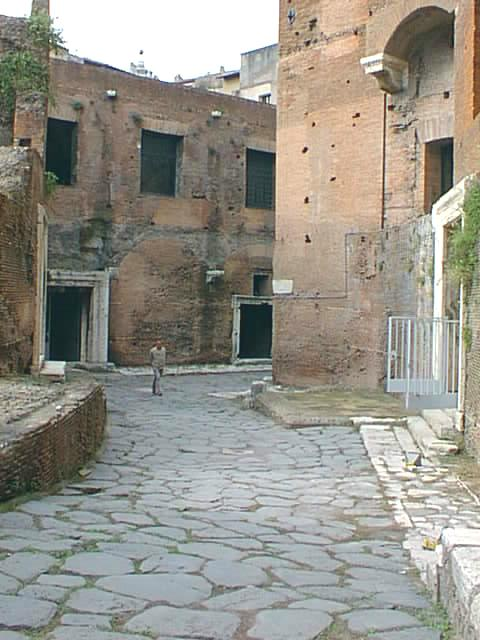
Angolo tra il tratto centrale e il tratto settentrionale della via

La via Biberatica è un'antica strada romana, compresa nel complesso dei cosiddetti Mercati di Traiano a Roma.

## Etimologia
Il nome di "via Biberatica", attestato in epoca medioevale, deriva secondo l'ipotesi maggiormente seguita dal latino tardo biber, bevanda.

## Descrizione
Il basolato, restaurato nel corso dei grandi lavori eseguiti negli anni trenta nei Mercati di Traiano, si presenta particolarmente ben conservato e la via corre tra edifici conservati su più piani, in particolare nel suo tratto settentrionale, verso l'odierna via IV Novembre, restituendo l'aspetto di un'antica via urbana della capitale dell'impero.
La via corre a mezza costa delle pendici del Quirinale verso i Fori imperiali e venne realizzata contemporaneamente agli edifici del complesso, in epoca traianea, agli inizi del II secolo, separando la parte inferiore ("Grande emiciclo", addossato al taglio effettuato nella roccia del colle per trovare spazio per il sottostante Foro di Traiano) e quella superiore ("Grande aula" e cosiddetto "Corpo centrale", oggi sede del Museo dei Fori imperiali).
La via, in leggera salita da sud a nord, fa parte dell'articolato sistema dei percorsi interni al complesso dei "Mercati di Traiano" costeggiandone gli edifici, che al livello della strada vi si affacciano con una serie di ambienti a forma di taberna. Una serie di scale dislocate lungo la via la collegava ai piani superiori degli edifici e agli altri percorsi basolati a servizio dei livelli superiori ed inferiori. Questi collegamenti tramite scale escludono la possibilità che la via fosse accessibile ai carri.
Una parte della via si interrò progressivamente in epoca post-antica e fu in parte inglobata nel convento di Santa Caterina da Siena, che occupò a partire dal XVII secolo la parte alta del complesso e il "Piccolo Emiciclo". Alcune delle tabernæ affacciate sulla via in questo tratto furono in quest'epoca riutilizzate come cantine, mentre altri ambienti che si aprivano sul tratto centrale della strada furono ri-pavimentati per essere utilizzati come stalla.